# 大宮ソニックシティ
大宮ソニックシティ（おおみやソニックシティ）は、埼玉県さいたま市大宮区桜木町一丁目にある再開発地区、及び同名の企業（大宮ソニックシティ株式会社）。通称「ソニックシティ」。第30回BCS賞受賞。

## 概要
1984年（昭和59年）11月、埼玉県が大宮駅西口の埼玉県大宮商工会館跡に、建設を計画していた産業文化センター（仮称）のコンペティションの結果、日本生命保険・フジタ工業共同企業体が主体となって同センターを建設・運営することが決定。1986年（昭和61年）1月に着工し、1988年（昭和63年）3月に竣工した。
施設はソニックシティビル（31階建て）、ホール棟（4階建て）、ホテル棟（13階建て）の3棟からなる。所有・管理運営の主体は埼玉県（公益財団法人埼玉県産業文化センター）と日本生命（大宮ソニックシティ）。ホール、事務所、店舗、ホテルなどが入る。
なお、「SONIC」の名称はそれぞれ「埼玉県（Saitama）」「大宮市（Omiya）」「日本生命（Nihon-seimei）」「産業（Industry）」もしくは「国際（International）」「文化（Culture）」もしくは「コンベンション（Convention）」の頭文字を意味している。
毎年2月の第2日曜日、8月の第1日曜日、1月1日は法定点検のため全館休館日となる。
2021年7月から2023年2月までホール棟の改修工事を行っていたため、大ホール・小ホール・国際会議室などはその間使用ができなくなっていた。

## 沿革
（出典：）
- 1983年（昭和58年）5月：「産業文化センター建設構想」が決定。
- 1985年（昭和60年）5月：建設事業に関する基本協定が締結される。
- 1986年（昭和61年）
  - 1月21日：起工式が開催される。
  - 9月：「ソニックシティ（SONIC CITY）」の愛称が決定。
- 1987年（昭和62年）
  - 5月1日：財団法人 埼玉県産業文化センターが設立される[7]。
  - 10月：大宮ソニックシティ株式会社が設立される。
  - 12月：竣工。
- 1988年（昭和63年）4月8日：落成式が開催。開館[8]。
- 2013年（平成25年）4月1日：財団法人 埼玉県産業文化センターが公益財団法人に移行[7]。

## ソニックシティビル
竣工当時、県および大宮市で最も高いオフィスビルで、初めて30階を超えた高さ100m以上の高層建築物であったことから話題をさらった。その後、エルザタワー55（高さ185.8m・地上55階）が竣工し、県下No.1の座は譲っている。

### 主なテナント
低層部
- 機械室（地下4階・13階、施設関係者以外立入禁止）
- 地下駐車場（地下3階-地下2階）※隣にあるパレスホテル大宮の地下駐車場に連絡。
- 展示場1 - 5（地下1階）
- 埼玉県物産観光館「そぴあ」（2階）
- 埼玉県パスポートセンター（2階）
- 店舗（タリーズコーヒー・ファミリーマート・J's旅道具・ニッセイ・ライフプラザ大宮・岡三証券大宮支店など、2 - 4階）
- エスフィット、ヘヤギメ！法人営業本部 さいたま大宮支店（3階）
- 埼玉県警察再交付・国外運転免許センター（4階）
- さいたま市大宮ソニック市民ホール（4階）[9]
- 埼玉県産業文化センター（ソニックシティホール・公共テナント区画の運営者 5階）
- 埼玉大学大宮ソニックシティカレッジ（サテライトキャンパス 5階）
- パレスセントラルフィットネスクラブ（6階）
- 埼玉県商工会議所連合会（7階）
- さいたま商工会議所 業務本部・大宮支所（8階）
- 貸会議室（5 - 9階）
- 埼玉県産業振興公社（10階）
- 埼玉県信用保証協会（11階）
- メディカルリソース 大宮営業所（12階）
- ゼクシィ 大宮ソニックシティ店（12階）
- 兵新装備株式会社 さいたま営業所（12階）

中層部
- 天空のジパング（シダックス運営のカフェテリア 14階）
- FPG 大宮支店（15階）
- 東芝エレベータ 北関東支社（15階）
- 埼玉相続サポートセンター（ベンチャーサポート相続税理士法人）（16階）
- 司法書士法人山田合同事務所 さいたま事務所（17階）
- スルガ銀行 大宮出張所（17階）
- クシブチ国際特許事務所 さいたま本部（18階）
- ネクスコ東日本エリアトラクト 関東西支店（18階）
- パソナ さいたま（19階）
- MDI 大宮賃貸センター（20階）
- 武田薬品工業 さいたま営業所（21階）
- ツヴァイ さいたま（21階）
- マイナビ 埼玉支社（22階）

高層部
- 日本生命保険 さいたま支社（23階）
- スタッフサービス 大宮支店（24階）
- リクルート さいたま支社（25階）
- 税務研究会 関東信越支局（26階）
- 積水ハウス 埼玉支店（27階）
- マンダム さいたま営業所（28階）
- トラスト・テック 大宮オフィス（28階）
- ピー・シー・エー 関東支店（29階）
- ニチイ学館 大宮支店（29階）
- 大宮シティクリニック（診療所 30階、エレベーター乗場は他階とは違う）
- 三井ホーム 埼玉支店（31階）

など。
撤退したテナント
- Switch! Station 大宮SONIC - ビル開業当初から2009年（平成21年）まで、30 - 31階で東京電力（東電ピーアールが運営）による入館料無料のPR施設「TEPCO SONIC（テプコ・ソニック）」が営業していた。

子供向けのミニゲームや発電関連の資料の展示など電力館の姉妹館的な展示施設群と、IHクッキングヒーターを使用したクッキングスタジオなどで構成されていた。窓際のフリースペースにはコイン式望遠鏡が置かれており、展望目的のみで利用することもできた。
TEPCO SONIC閉館後、科学館的な部分を廃して31階部分にオール電化住居のモックアップを複数展示したショールーム「Switch! Station 大宮SONIC」に転換する形で再オープンした。
しかし、2011年（平成23年）3月11日の東北地方太平洋沖地震（東日本大震災）後は臨時休館になった。その後の東京電力福島第一原子力発電所事故による東京電力の事業整理によって、同社のPR館と東電ピーアールごと会社清算されることになったため、再開されることなく2011年（平成23年）5月30日付けで閉館となった。なお跡地の30階部分は、2011年5月に人間ドック・一般内科を扱う「大宮シティクリニック」が14階から移転。31階の「ペイサージュ」は、Switch! Station閉館後も継続営業されていたが、2011年11月末で閉店となった。

### エレベーター
エレベーターは、低層用（地下1階 - 14階）と駐車場用（地下3階 - 2階）が東芝製、中層用（2階・14階 - 23階）が日立製、高層用（2階・14階・23階 - 31階）が三菱製であるが、14階食堂と23階に乗り継ぎ階がある。一方13階は機械室があるため通過する。2011年度から2012年度にかけてリニューアル完了したことにより、エレベーターのアナウンス・チャイムは、駐車場用を除き3バンクとも全て高層用に統一するようになった。
- 低層用（No.1 - 4号機、東芝製）

地下1階 - 14階（13階通過）
- 中層用（No.5 - 8号機、日立製）

2階・14階 - 23階
- 高層用（No.9 - 12号機、三菱製）

2階・14階・23階 - 31階
- 非常用（No.13・14号機、オーチス製）

地下4階・中地下4階・地下3階 - 31階（13階には中間階機械室がある）
- 駐車場用（No.15・16号機、東芝製で東芝のアナウンスが流れる）

地下3階 - 2階

## パレスホテル大宮
パレスホテルは進出に際して、1987年（昭和62年）3月、運営会社のパレスホテル大宮（現：パレスエンタープライズ）を設立。日本生命が区分所有するソニックシティビルとホテル棟を賃借して翌年4月14日開業した。
部屋数は204室で、6つのレストラン・バー、大小19の宴会場がある。6階のフィットネスクラブは、パレスホテルとセントラルスポーツが合弁で設立したパレスセントラルスポーツが運営にあたっている。

## ソニックシティホール
- 正式名称：埼玉県産業文化センター[12]
- 所在地：さいたま市大宮区桜木町一丁目七番地二[12]
- 設置者：埼玉県
- 指定管理者：埼玉県産業文化センター

### 施設
（出典：）
- 大ホール：客席数:2,505席うち車椅子10席（2層）
- 小ホール：客席数:496席うち車椅子4席
- 国際会議室
- リハーサル室
- 練習室（3室）

## 鐘塚公園
屋外に公開空地として鐘塚公園（管理はさいたま市）があり、イベント会場として使われることもある。また、ソニックシティビルの地上階から地下1階まで花壇を兼ね備えた大階段があり、こちらもイベント会場として使われることもある。平成元年度手づくり郷土賞（歴史をいかした街並み）受賞。